# Bursting at the Seams
Bursting at the Seams è il sesto album degli Strawbs, pubblicato dalla A&M Records nel gennaio del 1973. Il disco fu registrato tra l'ottobre ed il dicembre 1972 al Morgan Studios di Londra (Inghilterra).

## Tracce
Lato A
1. Flying – 4:48 (Dave Cousins)
2. Lady Fuschia – 3:58 (John Ford, Richard Hudson)
3. Stormy Down – 2:44 (Dave Cousins)
4. Down by the Sea – 6:15 (Dave Cousins)
5. The River – 2:20 (Dave Cousins)

Lato B
1. Part of the Union – 2:55 (John Ford, Richard Hudson)
2. Tears and Pavan – 6:35 (Dave Cousins)
3. The Winter and the Summer – 4:08 (Dave Lambert)
4. Lay Down – 4:30 (Dave Cousins)
5. Thank You – 2:11 (Blue Weaver, Dave Cousins)

Edizione CD del 2002, pubblicato dalla A&M Records
1. Flying – 4:48 (Dave Cousins)
2. Lady Fuschia – 3:58 (John Ford, Richard Hudson)
3. Stormy Down – 2:44 (Dave Cousins)
4. Down by the Sea – 6:15 (Dave Cousins)
5. The River – 2:20 (Dave Cousins)
6. Part of the Union – 2:55 (John Ford, Richard Hudson)
7. Tears and Pavan – 6:35 (Dave Cousins)
8. The Winter and the Summer – 4:08 (Dave Lambert)
9. Lay Down – 4:30 (Dave Cousins)
10. Thank You – 2:11 (Blue Weaver, Dave Cousins)
11. Will You Go – 3:54 (Francis McPeake) – Bonus Track
12. Backside – 3:49 (Dave Cousins, John Ford, Richard Hudson, Dave Lambert) – Bonus Track
13. Lay Down (Single Version) – 3:33 (Dave Cousins) – Bonus Track

- Brano 11, facciata B del singolo con il brano Part of the Union
- Brano 12, facciata B del singolo con il brano Lay Down
- Brano 13, versione singolo, inedito

## Musicisti
- Dave Cousins - voce, chitarra acustica, chitarra elettrica, banjo, accompagnamento vocale
- Dave Lambert - voce, chitarra acustica, chitarra elettrica, accompagnamento vocale
- Blue Weaver - organo, pianoforte, mellotron
- John Ford - voce, basso, accompagnamento vocale
- Richard Hudson - batteria, sitar, accompagnamento vocale